# Valant
Valant je priimek več znanih Slovencev:
- Anja Valant (*1977), atletinja troskokašica
- Gaja Valant, plavalka
- Ivan Valant (1909—1999), kolesar
- Janez Valant, športnik, začetnik raftanja v Sloveniji
- Martina Trampuš Valant (*1969), glasbenica, glasbena šolnica
- Matjaž Valant (*1967), kemik, izumitelj, prof. UNG
- Miha Valant, umetnostni zgodovinar
- Milan Valant (1904—1994), lokalni in poljudni zgodovinar
- Milan Valant (1939—2014), alpinist
- Nataša Valant (*1946), pianistka, prejemnica nagrade Prešernovega sklada
- Stane Valant, ekonomist, finančnik